# Mle 1939

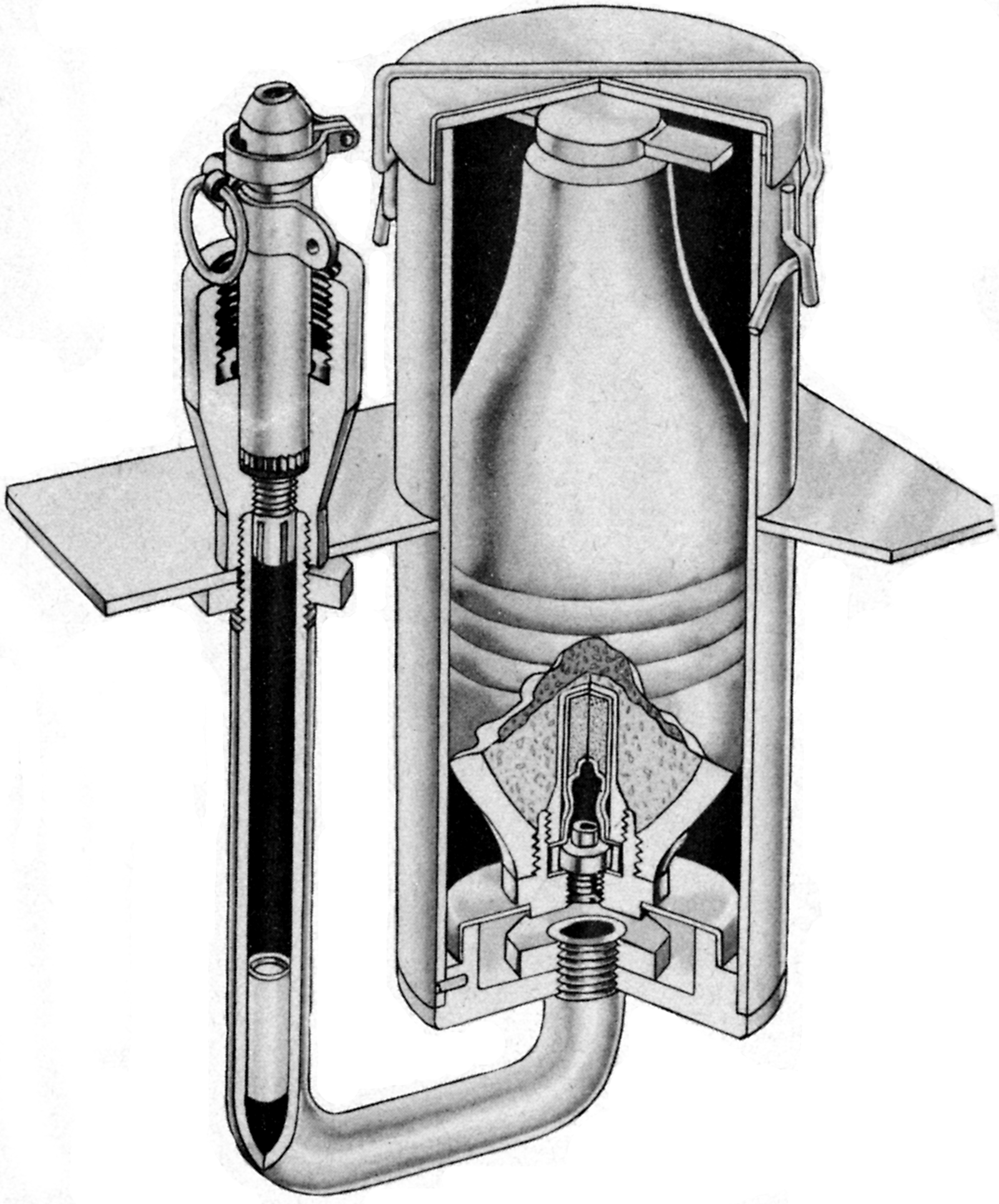
構造図。

Mle 1939とはフランスの跳躍地雷である。投入は第二次世界大戦の開始時期である。本地雷は、主にドイツ製のS-マインに刺激されて開発された。この地雷はフランスの降伏前にごく僅かな数が使われたに留まる。
開発計画は、フランス軍の工兵軍団に所属していたPierre Delalande少佐によりアメリカへ持ち出されて難を逃れ、アメリカ製のM2跳躍地雷の設計のベースとなった。これは戦争中に広く投入されたが、大半は効果が無かったと考えられている。M2跳躍地雷は、Sマインをほぼ完全に複製したM16地雷に取り替えられた。フランス軍も後にS-マインの複製品であるMle 1951地雷を生産した。

## 説明
この地雷は、大型の円筒弾体に直径60mmの迫撃砲弾を内蔵している。円筒弾体からは鋼製のチューブが伸び、信管ホルダーにつながっている。信管ホルダーは感圧式の信管を使うか、もしくはトリップワイヤーを用いて信管を引けば作動する。長方形の薄い金属板が地雷本体の半ばに配されており、支持板となっている。信管が撃発されると、爆発が鋼製チューブに沿って地雷本体の基部に伝わり、0.8gの黒色火薬を点火させ、地雷本体から迫撃砲弾を撃ち出す。砲弾内部の火工品は炸裂を遅延させ、それから起爆する。
この地雷の重量は2.49kg、全高は20.9cmだった。金属の支持板は横10.1cmと縦16.3cmと計測されている。炸薬はメリニットを用い、重量は141.7gである。
地雷に設けられた遅延トリガーにより、地雷は0.5mから2mの高さに跳ね上がり、起爆して破片を飛び散らせる。